# Raffaele Fantetti
Raffaele Fantetti (Roma, 13 marzo 1966) è un politico italiano.

## Biografia
Nato a Roma, ma vive a Londra; è sposato e ha due figlie. Si è laureato in Giurisprudenza all'Università La Sapienza di Roma.

### Elezione a senatore
Già esponente di Forza Italia; alle elezioni politiche del 2008 è candidato al Senato della Repubblica, nella circoscrizione ESTERO A (Europa) nelle liste del Popolo della Libertà: nonostante le 20.400 preferenze personali risulta il primo dei non eletti. Diviene Senatore il 3 marzo 2010, subentrando a Nicola Di Girolamo, che lo precedeva in lista.
Alle elezioni politiche del 2013 è ricandidato al Senato della Repubblica: pur classificandosi primo con 22.100 preferenze non viene rieletto, in quanto il PdL non ottiene il seggio.
Il 16 novembre 2013, con la sospensione delle attività del Popolo della Libertà, aderisce a Forza Italia.
Alle elezioni politiche del 2018 è nuovamente candidato al Senato della Repubblica, come esponente di Forza Italia nella lista unitaria di centro-destra "Salvini - Berlusconi - Meloni". Viene eletto senatore con quasi 25.000 preferenze.
Nel dicembre 2019 è tra i 64 firmatari (di cui 41 di Forza Italia) per il referendum confermativo sul taglio dei parlamentari: pochi mesi prima i senatori berlusconiani avevano disertato l'aula in occasione della votazione sulla riforma costituzionale.
Nell'ottobre 2020 lascia Forza Italia per passare alla componente del Movimento Associativo Italiani all'Estero (MAIE), entrando in maggioranza.
Il 27 gennaio 2021 diventa Presidente di Europeisti-Maie-Centro Democratico, gruppo di 10 senatori del Misto di diversa provenienza (MAIE, CD, Autonomie, ex M5S, ex PD, ex FI). Il gruppo, nato a sostegno del Governo Conte II, viene sciolto il 29 marzo dopo la nascita del Governo Draghi e Fantetti il 22 aprile seguente aderisce a Cambiamo! di Giovanni Toti. Il 18 novembre diventa coordinatore delle circoscrizioni estere di Coraggio Italia, il nuovo partito fondato da Giovanni Toti e Luigi Brugnaro.
Nonostante lo scioglimento del gruppo in ogni ramo del Parlamento, i senatori Fantetti e Rossi costituiscono una subcomponente all'interno della componente del misto Idea e Cambiamo!; inoltre lo stesso Fantetti ha continuato a presiedere l'associazione "Europeisti", federata a Cambiamo!. Il 28 ottobre successivo la componente Idea e Cambiamo cambia denominazione in Idea-Cambiamo-Europeisti. Dal 2022 Europeisti fa parte del Registro nazionale dei partiti politici riconosciuti ai sensi del decreto-legge 28 dicembre 2013, n. 149.
Il 5 agosto 2022 firma, in vista delle elezioni politiche anticipate, un accordo con Clemente Mastella per la concessione del simbolo degli Europeisti a noi Di Centro, partito guidato dal sindaco di Benevento, per permettergli di ottenere l'esenzione dalla raccolta firme.
La lista raccoglie lo 0,16% sia alla Camera che al Senato senza eleggere deputati.